# Archie Bunker
Pour les articles homonymes, voir Bunker.
Archie Bunker est un personnage de fiction de la série télévisée américaine All in the Family (1971-1983) qui met en scène ce personnage particulièrement antipathique : petit blanc obtus du quartier New Yorkais du Queens, contraint de partager son toit avec sa fille et son gendre, tous deux engagés dans les mouvements contestataires de la gauche américaine. Il est interprété par Carroll O'Connor.
Le personnage fit plus dans les années 1970 pour éveiller la conscience sociale des Américains que tous les discours civiques : la série parlait de sexualité, de racisme, d’antisémitisme, de politique et expliquait à l’ancienne génération les valeurs de la génération montante en mêlant habilement humour et gravité.

## Description
Archie Bunker est décrit comme un col bleu acharné au travail, un père aimant et un homme fondamentalement honnête mais toujours de mauvaise humeur devant les changements de la société et devant lequel son épouse Edith doit le plus souvent refouler ses opinions. Il fume des cigares bon marché, boit de la bière de supermarché et contrôle son fauteuil préféré devant la télévision comme le capitaine de sa demeure, une maison en rangée avec du papier peint écaillé, des empreintes de doigt sur les interrupteurs et de la crasse sur les carreaux de la cuisine à Astoria, dans le Queens.
L'acteur qui a joué Bunker, Carroll O'Connor, est irlandais catholique et l'auteur Norman Lear a modelé le personnage sur son père juif. Cependant, l'appartenance ethnique de Bunker n'est jamais explicitement énoncée, à part l'identifier comme un WASP, au cours de la série. Il a un comportement bourru et dominateur, largement défini par son fanatisme envers tous les autres groupes. Les Noirs, les Hispaniques, les Commies, les gays, les hippies, les juifs, les Asiatiques, les Catholiques et les femmes libérales sont tous des cibles fréquentes de ses commentaires acerbes. Il se moque également de la plupart des groupes ethniques blancs, y compris les Anglais, les Allemands, les Irlandais et les Polonais.
Au fur et à mesure que la série progresse, il devient évident que les préjugés d'Archie ne sont pas motivés par la malice, mais plutôt par les préjugés et l'environnement dans lesquels il a été élevé, ainsi qu'une misanthropie généralisée. C'est un chrétien appartenant à la dénomination épiscopale qui cite souvent de manière erronée la Bible, est fier d'être religieux bien qu'il assiste rarement aux offices et qui prononce constamment mal le nom de son ministre, le révérend Felcher, sous le nom de révérend Fletcher.
Archie était également connu pour ses malapropismes et contrepèteries fréquents. Par exemple, quand il parlait du gynécologue d'Edith, il utilisait le terme de groinacologiste et pour les prêtres catholiques, il les nomment des encenseurs de congrégation. Dès la deuxième saison de l'émission, ceux-ci avaient été surnommés Bunkerismes, Archie Bunkerismes ou simplement Archie-ismes,.
Il est aussi un joueur compulsif qui, au cours des années précédentes, perdait souvent tout son salaire hebdomadaire dans les jeux de poker, qui n'a cessé que lorsque son épouse a menacé de le quitter, emmenant avec elle leur fille Gloria, alors âgée de trois ans.
Au fur et à mesure de la progression de la série, Archie adoucit ses opinions, souvent par nécessité, à mesure qu'il est mis dans des situations qui le confrontent avec des personnes qui représentent ses bêtes noires : son gendre est polonais, sa fille est de la génération des boomers qui prône la libération des femmes, le voisinage change et devient multiethnique.

### Biographie fictive
Archie est né le 20 mai 1924 de David et Sarah Bunker. Les informations sur ses frères et sœurs sont incohérentes, trois d'entre elles étant mentionnées, et on voit Archie en train de parler au téléphone avec son frère cadet Fred dans "Cousin Oscar". Cependant, dans un épisode de la saison 6, il déclare qu'il est fils unique mais Fred apparaîtra lors de deux épisodes des saisons 8 et 9 où il est maintenant suggéré que Fred est le seul frère d'Archie.
Archie est un ancien combattant de la Seconde Guerre mondiale basé à Foggia, en Italie, durant 22 mois. Lors d'une visite chez son médecin, il est révélé qu'Archie détenait un dossier militaire sans distinction pour son rôle au sol dans la United States Army Air Forces mais qu'il a reçu la médaille de bonne conduite et la Purple Heart pour avoir été touché à la fesse par un éclat d'obus.
Il a épousé Edith Bunker 22 ans avant la première saison de All in the Familly. Edith se souvient qu'Archie s'est endormi la nuit de leur mariage et explique que leur vie sexuelle n'a pas été très active « ces dernières années ». Les souvenirs de leurs fréquentations au milieu des années 1940 ne donnent pas lieu à un calendrier cohérent.
Selon Edith, le ressentiment d’Archie à l’égard de son beau-fils Mike découlerait principalement du fait que ce dernier fréquentait l’université alors qu’Archie avait été contraint de quitter le lycée pendant la Grande Dépression pour subvenir aux besoins de sa famille. Son oncle lui a trouvé un travail sur un quai de chargement après la Seconde Guerre mondiale et dans les années 1970, il était devenu contremaître. Archie ne profita pas du G.I. Bill pour poursuivre ses études après la guerre, bien qu'il fréquenta une école du soir pour obtenir un diplôme d'études secondaires en 1973.
Archie fut aussi un joueur de baseball exceptionnel dans sa jeunesse, ayant comme rêve de lancer pour les Yankees de New York, rêve qu'il a dû l'abandonner pour intégrer le monde du travail.

## Culture populaire
Norman Lear avait initialement prévu que Bunker soit fortement détesté du public. Lear fut sous le choc lorsque Bunker devint discrètement une figure bien-aimée dans une grande partie de l'Amérique profonde. Lear pensait que les opinions de Bunker sur la race, le sexe, le mariage et la religion étaient tellement erronées qu'elles représentaient une parodie du fanatisme de droite.
Sammy Davis, Jr., qui était à la fois noir et juif, a vraiment aimé le personnage. Il estimait que le fanatisme de Bunker était fondé sur ses expériences difficiles de vie dans la classe ouvrière et que Bunker était honnête et direct dans ses opinions, montrant une volonté de changer d'opinion si un individu le traitait bien. En 1972, Davis apparut dans l'épisode 21 de la saison 2 de All in the Family, puis dans l'épisode 19 de la saison 1 de Archie Bunker's Place (en) (suite de All in the Familly).
Telle était la reconnaissance du nom et de l’influence sociale du personnager qu’en 1972, les commentateurs discutaient déjà du « vote Archie Bunker », c’est-à-dire du bloc de vote comprenant des hommes urbains, blancs et ouvriers lors de l’élection présidentielle de cette année-là. Il y a eu même une campagne électorale parodique, avec des t-shirts, des macarons de campagne et des autocollants, qui prônait « Archie Bunker comme président ».
Le personnage fait une telle impression sur la culture américaine que le nom d'Archie Bunker était encore utilisé dans les médias en 2008, pour décrire un certain groupe d'électeurs ayant voté lors de l'élection présidentielle américaine qui vit Barack Obama briguer la présidence. Le commentateur politique Conrad Black commenta aussi sur BBC Newsnight que Donald Trump avait obtenu le « vote d'Archie Bunker » lors de l'élection présidentielle de 2016.
Les vues racistes et misogynes de Bunker ont servi de modèle à la création d'Eric Cartman, l'un des personnages de la sitcom animée pour adultes South Park.
La série et le personnage donnèrent lieu à plusieurs spin-off (séries dérivées) importants :
- Maude (1972-1978), est la chronique drolatique et grave de la belle-sœur d’Archie Bunker, Maude Findlay (Beatrice Arthur), femme de cinquante ans qui affronte la vie avec vigueur et humour malgré trois mariages ratés ;
- The Jeffersons (1975-1985) raconte comment, une fois devenus riches, George et Louise Jefferson, les voisins noirs d’Archie et Edith Bunker, vont s’installer dans un quartier huppé de Manhattan et mettent leur nouveau voisinage en demeure de les accepter comme leurs égaux, ce qui se révèle d’autant plus difficile que George est aussi obtus et raciste qu’Archie Bunker.